# Savane du Rupununi
Pour les articles homonymes, voir Savane (homonymie).

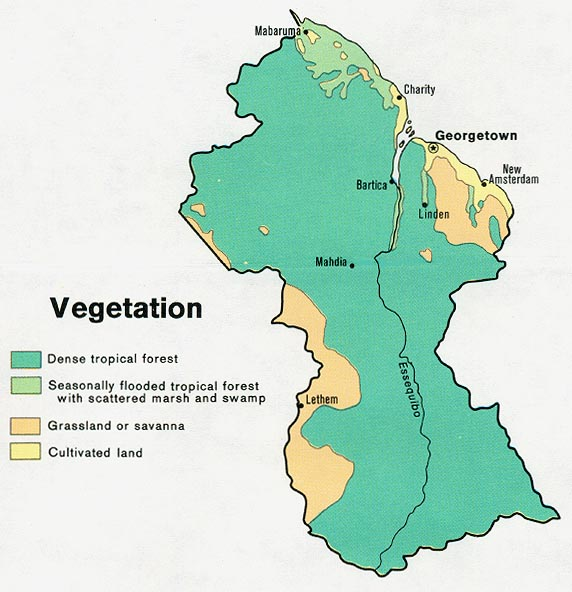
La savane du Rupununi au Sud Ouest du Guyana autour de la ville de Lethem.

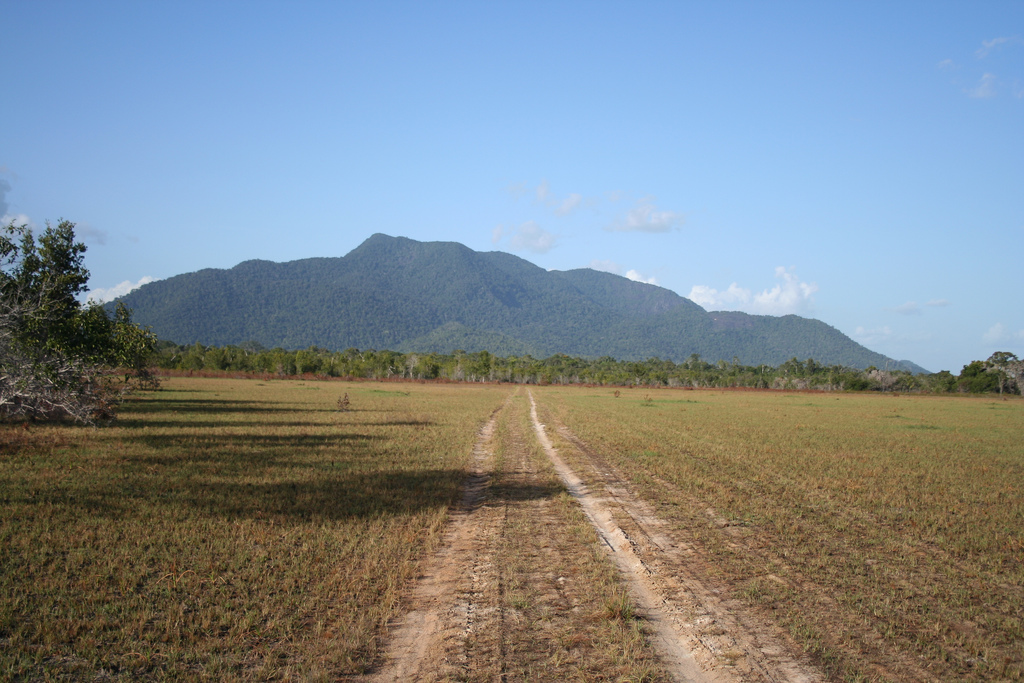

La savane du Rupununi est une plaine herbeuse d'environ 15 000 km² qui s'étend au sud-ouest de l'État sud-américain du Guyana à la frontière avec le Brésil. 
S'étendant dans le bassin de la rivière Rupununi cette savane est en continuité avec celles qui s'étendent au Venezuela (Gran Sabana) et dans l'État brésilien du Roraima. 
Normalement située dans le bassin versant du fleuve Essequibo qui se jette dans la mer des Caraïbes les eaux de la savane entrent en contact avec celles du bassin de l'Amazone très proches lors des pluies de la saison humide. Cette zone est isolée de la côte guyanienne par de vastes forêts tropicales, elle a donc connu un développement différent.

## Histoire
Peuplée à l'origine d'amérindiens Macuxi et Wapishana cette région explorée et cartographiée notamment par Robert Hermann Schomburgk dans les années 1840 revint aux anglais après qu'un arbitrage prononcé en 1904 entre le Brésil et le Royaume-Uni a octroyé à ce pays toutes les terres s'étendant jusqu'à la rivière Takutu.
À partir du début du XXe siècle la savane fut colonisée par quelques familles d'origine écossaise qui se taillèrent de grandes propriétés, introduisirent l'élevage bovin, s'octroyant de vastes terres. Peu après l'indépendance de 1969 l'insurrection du Rupununi éclata opposant les grands propriétaires terriens du Rupununi et leurs employés amérindiens au pouvoir central guyanais. Les insurgés proclamèrent la république du Rupununi. Cette révolte fut matée par l'armée et la majorité des grands propriétaires dut se réfugier au Brésil et au Venezuela.